# Бляклі руди
Бля́клі ру́ди (рос. блеклые руды; англ. gray copper ore,  tahr ore,  fahlite; нім. Fahlerze) — група мінералів, складних сульфідів (сульфосолей) міді.

## Етимологія та історія
Давньонімецький термін бліда руда був винайдений шахтарями через характерний для цього типу руд колір — блідо-сірий до залізно-чорного. Незважаючи на часто мінливий склад, загальний термін здавався виправданим через відповідність кристалографічних та фізичних характеристик. Крім усього іншого, всі бляклі руди кристалізуються в кубічна кристалічна система. Бліді руди, багаті сріблом, називались «білою рудою» (також «біле золото», «біле золото») на основі їх більш світлого кольору.
В археології термін бліда руда іноді використовується як синонім арсенової або стибієвої бронзи, оскільки вони були особливо поширені в епоху ранньої бронзи. На Кавказі блідій руді у той час надавали перевагу до кінця бронзового століття, так як тут бракувало олова. Бляклі руди також використовувалися у ранню бронзову еру в альпійському регіоні. У знахідках раннього бронзового віку в Центральній Німеччині 90 % металевих знахідок походять з різних типів бляклої руди.
Німецький мінералог і гірничий інженер Йоганн Готлоб Леман описав у своїй посмертній праці 1769 року «Чернетка мінералогії для обслуговування студентів» (3-е видання, с. 121) бліді руди як «чорно-сіру, тверду срібну серцевину із срібла, в якій існують мідь, арсен, сірка та залізо».

## Загальний опис
Бляклі руди утворюють ізоморфний ряд із загальною формулою Cu12(Sb, As)4S13. Крайніми членами ряду є стибіїстий різновид — тетраедрит і арсенистий — тенантит. Домішки: Zn, Fe, Ag, рідше — Hg, Ni, Co, які заміняють Cu, а також Bi, Se і Те, які заміняють Sb, As і S. Колір — від сталевого до залізисто-чорного. Блиск на свіжому зламі металічний, спайність відсутня. Твердість 3—4,5. Густина 4,6—5,4.
Крихкі бляклі руди — гідротермальні мінерали. Їх головні супутники — галеніт, сфалерит, халькопірит, пірит, кварц, барит, кальцит. Бляклі руди легко вивітрюються, заміняючись малахітом, азуритом, купритом та ін.
Промислове значення має тільки тетраедрит, який входить до складу мідних та стибієвих руд.
Бля́клі ру́ди — група мінералів з класу природних сульфосолей.
Головні представники: тенантит (3Cu2S • As2S3) і тетраедрит (3Cu2S • Sb2S3); кристалізуються в кубічній системі і утворюють кристали тетраедрів; колір сталевосірий до залізочорного, блиск металічний, твердість 3—4, питома вага 4,4— 5,4.
До складу бляклих руд входять також домішки Ag, Zn, Fe, рідше — Hg і Bi.
Самостійних родовищ бляклі руди не утворюють. Здебільшого зустрічаються тонкозернисті виділення бляклих руд в гідротермальних родовищах, збагачених сульфідами міді, цинку, свинцю та інших металів, і разом з сульфідами використовуються як мідні руди (вміст міді в бляклих рудах досягає 55 %) з попутним одержанням арсену. Бляклі руди зустрічаються в Росії на Уралі, Кавказі, Алтаї, в Центральному Казахстані.